# Anton Joseph Walch
Anton Joseph Walch (* 22. Februar 1712 in Wangen; † 20. März 1773 in Kaufbeuren; auch Joseph Anton Walch oder Walck) war ein Allgäuer Maler und Freskant der Rokoko-Zeit.

## Leben
Anton Joseph Walch wurde als Sohn des aus Vorarlberg stammenden Maurermeisters Johann Adam Walch geboren, der nach Wangen geheiratet hatte und unter anderem am Umbau der Wallfahrtskirche in Maria-Thann und am Bau des Wangener Rathauses tätig war. Es ist unbekannt, wo Anton Joseph Walch seine Ausbildung erhielt, möglicherweise bestand eine Beziehung zu Matthäus Günther. 1734 heiratete er und zog nach Kaufbeuren. Spätestens ab 1761 und bis zu seinem Tod wohnte er im Haus Am Breiten Bach 23.
1768 heiratete Walch nach dem Tod seiner ersten Frau erneut. In Kaufbeuren hatte er zahlreiche Ämter inne: Er war Ratsherr, Stadtbaumeister, Obmann der damals für Maler zuständigen Kramerzunft, Gerichtsassessor, Pfleger der Pfarrkirche St. Martin und Kornmeister. Zu Walchs Schülern gehörte wahrscheinlich Georg Alois Gaibler.

## Werke

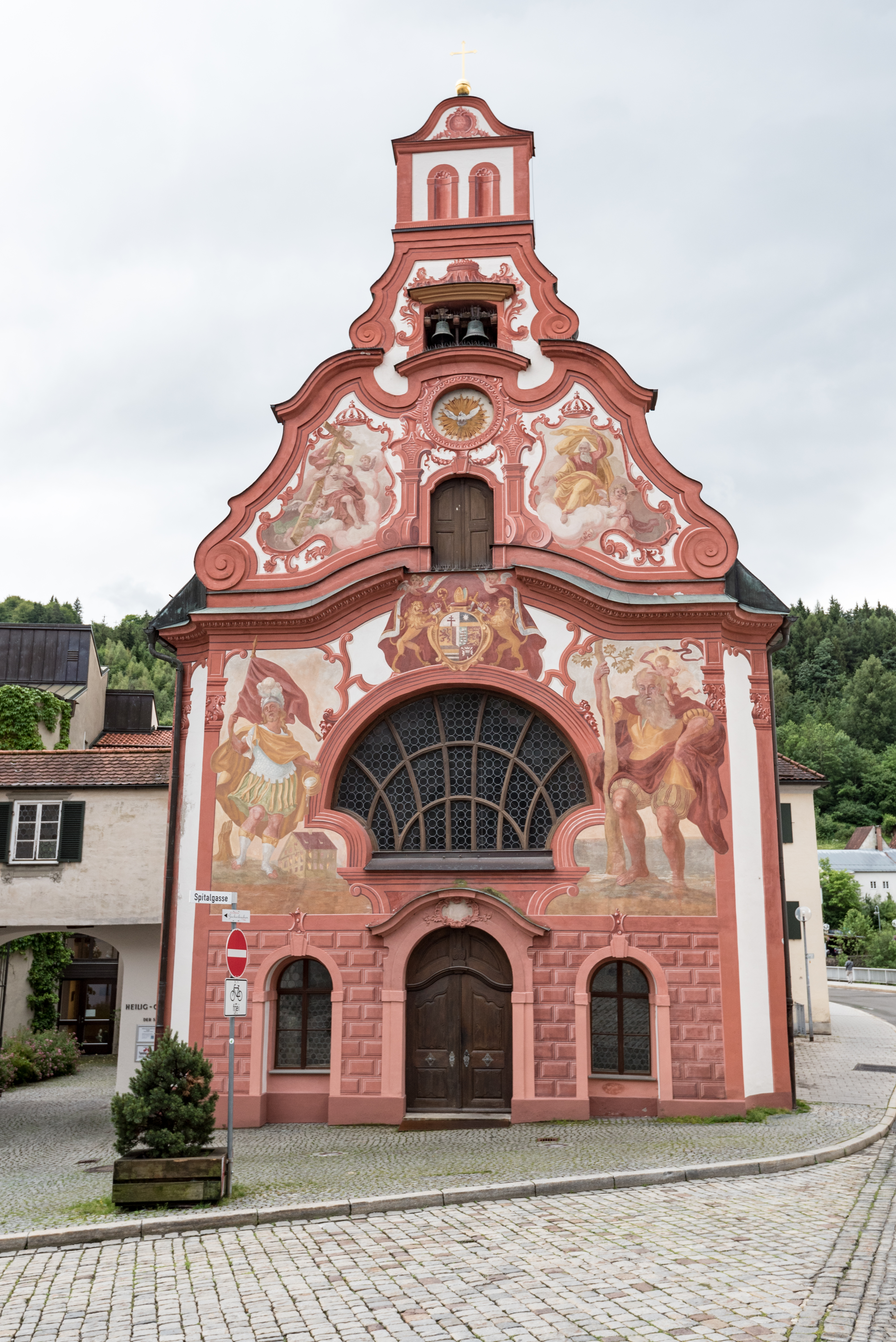
Volkstümliche Rokoko-Fassadenmalerei an der Füssener Spitalkirche

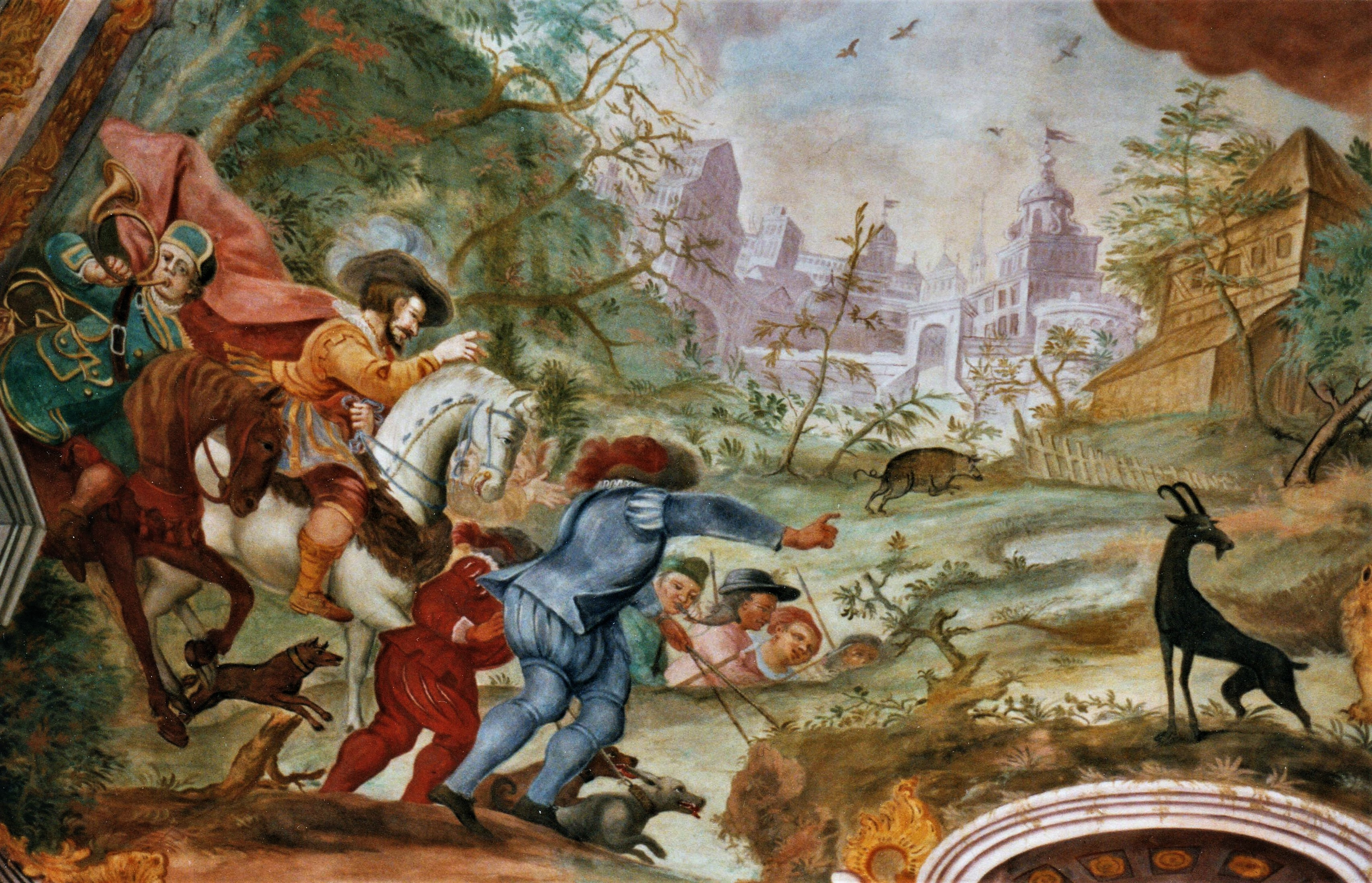
Der hl. Blasius wird bei einer Jagd im Gebirge gefangen, Deckenfresko in Engetried

Walch war hauptsächlich als Freskenmaler in Kirchen im Ostallgäu tätig. Oft beinhalten seine Bilder eine Darstellung des jeweiligen Ortes. Zu seinen Werken und ihm zugeschriebenen Werken gehören:
- Fresken in der Wallfahrtskirche St. Cosmas und Damian bei Oberbeuren (1743)[6]
- Fresken in der Kapelle St. Christophorus in Frankenhofen (1745)[7]
- Fresken in der Filialkirche St. Anna in Kirchthal (um 1746/1747)[8]
- Deckengemälde in der Franz-Xaver-Kapelle in Heggen (um 1749)[9]
- Fassadenmalerei an der Spitalkirche Hl. Geist in Füssen (1749)[10]
- Fresken in der Spitalkirche in Füssen (1749, Deckenbild signiert)[10]
- Hochaltarbild, Pfingstfest, Spitalkirche in Füssen (1750, Zuschreibung)[10]
- Deckenölbild in der Vorhalle des Klosters St. Mang in Füssen, Triumph und Ausbreitung des Benediktinerordens (um 1750, signiert)[11]
- Fresken in der Pfarrkirche Mariä Himmelfahrt in Heiterwang (1750)[2]
- Fresken in der Pfarrkirche St. Blasius in Engetried (1753)[12]
- Fresken in der Kapelle St. Isidor in Hausen (1753)[1]
- Deckenfresken in der Wallfahrtskirche St. Magnus in Leuterschach (1753)[13]
- Kartuschenfresken in der Pfarrkirche St. Peter und Paul in  Oberigling (1759, Zuschreibung)
- Fresken in der Filialkirche St. Stephanus in Kreen (1759)[14]
- Fresken in der Filialkirche St. Nikolaus in Immenhofen (1761)[15]
- Fresken in der Marienkapelle in Hagmoos (1762)[16]
- Fresken in der Pfarrkirche St. Mauritius in Obermeitingen (um 1767)[17]
- Kreuzweg in der Filialkirche St. Andreas in Hattenhofen (1768, 14. Station signiert)[18]
- Fresken in der Filialkirche St. Andreas in Hattenhofen (1768, Zuschreibung)[18]
- Chorfresko in der Pfarrkirche St. Wolfgang in Lengenwang, Anbetung der Altarsakramente durch die Erdteile (1769)[19]